# Мумлек, Миленко
Миленко Мумлек (род. 21 ноября 1972 года в Вараждине) — бывший хорватский футболист, игравший на позиции полузащитника. Большую часть карьеры провёл в «Вартексе». Привлекался к уголовной ответственности за участие в договорных матчах.

## Клубная карьера
Мумлек родился в Вараждине и начал свою профессиональную карьеру в 1992 году в команде из родного города, «Вартекс». Он стал одним из ключевых игроков клуба в 1990-х годах. В сезоне 1998/99 он помог «Вартексу» выйти в четвертьфинал Кубка обладателей кубков, сыграл во всех шести матчах команды в турнире, а также забил три гола в двух матчах против «Херенвен» во втором раунде. После победы со счётом 5:4 над голландской командой в дополнительное время, «Вартекс» встретился с в четвертьфинале с «Мальоркой» и проиграл по сумме двух матчей со счётом 3:1.
Летом 1999 года Мумлек покинул «Вартекс» и перешёл в «Динамо Загреб». Он провёл четыре матча за клуб в групповом этапе Лиги чемпионов против «Манчестер Юнайтед» и «Олимпик Марсель» соответственно (по два матча), но «Динамо» выбыло из турнира, заняв последнее место в своей группе. Мумлек провёл всего девять матчей за «Динамо» в Первой лиге Хорватии и вернулся в «Вартекс» в январе 2000 года. Он оставался в клубе до августа 2003 года, когда перешел в бельгийский клуб «Стандард Льеж», таким образом он впервые в карьере выступал в чемпионате за пределами Хорватии.
Проведя два сезона за бельгийскую команду, он вернулся в Хорватию в июле 2005 года и подписал контракт со «Славен Белупо». В июне 2007 года он снова вернулся в «Вартекс».
В июне 2010 года он был в числе игроков, арестованных по обвинению в причастности к договорным матчам в Первой лиге Хорватии в сезоне 2009/10. По словам президента клуба, в то время Мумлек вёл переговоры о продлении контракта с «Вартексом» на один год. Он оставался под стражей до 16 июля 2010 года. После этого Хорватский футбольный союз разрешил ему вернуться к тренировкам и играть в официальных матчах. Однако, поскольку его контракт с «Вартексом» (в то время переименован в «Вараждин») истёк 30 июня 2010 года, он остался без клуба. Руководство «Вараждина» заявило, что посмотрит, как будет развиваться ситуация, и будут ли возбуждены уголовные дела. По итогам планировалось рассмотреть вопрос о подписании нового контракта. 13 декабря 2011 года Мумлек был приговорён к семи месяцам тюремного заключения за участие в договорных матчах.
В 2015 году «Вараждин» был расформирован. В 2018 году Мулмек был назначен тренером другой команды «Вараждин», которая играла на том же стадионе «Вартекс», где он провёл много лет в качестве игрока.

## Международная карьера
Мумлек дебютировал на международной арене в составе сборной Хорватии до 21 года. 17 марта 1993 года он впервые выступил за команду в товарищеском матче против Словении в Вараждине.
Позже он также изредка играл за основную сборную Хорватии. Он сыграл в общей сложности восемь матчей и забил один гол за национальную команду, все матчи носили статус товарищеских.
Он дебютировал за Хорватию 20 апреля 1994 года, заменив в перерыве Дина Рачуницу, его команда на выезде проиграла со счётом 4:1 Словакии. Во втором матче за сборную на выезде против Израиля 17 августа 1994 года он установил окончательный счёт — победа Хорватии 4:0. Также со сборной принял участие в Кубке Кирин, международном товарищеском турнире в Японии.
После Кубка Кирин он не играл за сборную более четырёх лет, не считая товарищеского матча за Хорватию Б против Франции 19 января 1999 года. В ноябре 2001 года он вернулся в сборную и участвовал в двух товарищеских матчах Хорватии против Южной Кореи. После этого он сыграл ещё три матча за сборную, его последний матч состоялся 12 февраля 2003 года против Польши (0:0).